# Bernardo Amat de Claramunt
En el siglo XI, la Casa de Claramunt ya está claramente asentada en la línea avanzada de la comarca actual de Noya.
Bernardo Amat de Claramunt (s XI – v 1090), cabeza de la casa, fue parte de la nobleza catalana más importante e influyente de la época, miembro de la Corte de los condes de Barcelona. 
Casó en primeras nupcias con Elisabeth y en segundas nupcias con Arsenda. Señor del castillo de Claramunt, base principal de su señorío y dominio en Cataluña.
Consejero de la corte de Ramón Berenguer I, conde de Barcelona. 
Viaja a la corte del rei de Denia sobre el 1045 como embajador de la condesa Amoldis de Barcelona (Esposa del conde de Barcelona). 
Reconquistó probablemente Tamarit y Ramón Berenguer I le donó el señorío y el castillo de Tamarit (1058) y Ullastrell y le nombra en el año 1060 I vizconde de Tarragona. Señor también de la Riera de Gaia y de Altafulla.
Participó en la conquista de Barbastro el 1064. 
En el año 1090 cae prisionero del Cid Campeador en la célebre batalla de Tévar junto al conde de Barcelona Ramón Berenguer II.
Bernardo Amat de Claramunt que figura como testigo de la otorgación de varias escrituras en que intervinieron los condes de Barcelona: en 14 de noviembre de 1039 firmó en dicho concepto la carta dotal otorgada por Ramón Berenguer I a favor de su esposa Isabel de Nimes; así como más tarde el esponsalicio otorgado por el mencionado conde a favor de Almodis, su esposa.
Aparece también en otros documentos relativos a ventas de castillos, entre ellos el de Arrahona, con la Iglesia de San Félix (Sabadell), Esparraguera, Espases y otros. 
El título más honroso fue el de haber formado parte de la junta, compuesta de 19 personas que, bajo la presidencia de Ramón Berenguer I y de su esposa Almodis, aprobó el  Código de los Usatges , promulgado en 1068.